# Гузенко, Сергей Степанович
Сергей Степанович Гузенко (20 ноября 1905, Ахтырка, Харьковская губерния, Российская империя — 7 апреля 1968, Ленинград, СССР) — советский военачальник, генерал-майор (1953).

## Биография
Родился 20 ноября 1905 года в городе Ахтырка, ныне в Сумской области, Украина.

### Военная служба

#### Гражданская война
В июне 1920 года Гузенко добровольно вступил на службу в РККА в городе Ахтырка и направлен красноармейцем в город Харьков на базу пополнения Юго-Западного фронта. В августе был уволен со службы по малолетству. В октябре 1920 года вновь добровольно поступил на службу в РККА и зачислен в Ахтырский местный коммунистический отряд.

#### Межвоенные годы
В апреле 1921 года был направлен курсантом в 6-ю Чугуевскую пехотную школу. В сентябре 1922 года, в связи с объединением школы с 51-ми Харьковскими курсами, переведен в Харьковскую военную пехотную школу комсостава. По завершении обучения в сентябре 1924 года направлен на Туркестанский фронт, где назначен в 12-й Туркестанский стрелковый полк 4-й Туркестанской стрелковой дивизии. В его составе занимал должности командира стрелкового взвода и взвода полковой школы, врид командира роты, врид командира батальона, командира стрелковой роты, помощника начальника штаба полка, начальника полковой школы. Участвовал в ликвидации басмачества в Средней Азии. В октябре 1927 года полк в составе дивизии был передислоцирован в ЛВО (г. Детское Село). Член ВКП(б) с 1930 года. В декабре 1931 года Гузенко был переведен командиром батальона в 11-й Алма-Атинский стрелковый полк в город Кингисепп. В июле 1934 года направлен на Дальний Восток в город Комсомольск-на-Амуре, где назначен командиром 25-го военно-строительного батальона Особого строительного корпуса Особой Краснознамённой Дальневосточной армии. С апреля 1937 года., в связи с реорганизацией корпуса, состоял за штатом, затем в августе назначен врид командира 35-го отдельного военно-строительного батальона.
25 сентября 1938 года «за грубость с подчиненными и игнорирование политаппарата» майор Гузенко был арестован органами НКВД, обвинен по ст. 58, п.п. 1 «б», 8, 9, 11 УК РСФСР и уволен из РККА. 12 апреля 1939 года освобожден из-под ареста. Приказом НКО от 11 мая 1939 года он был восстановлен в кадрах РККА и назначен помощником командира по строевой части 120-го стрелкового полка 69-й стрелковой дивизии 2-й Отдельной Краснознаменной армии.
В ноябре убыл на учёбу на курсы «Выстрел», по их окончании в мае 1940 года назначен командиром батальона курсантов Орловского пехотного училища. С декабря 1940 года занимал должности начальника окружных интендантских курсов ОрВО, а с февраля 1941 года — помощник начальника учебной части курсов усовершенствования политсостава запаса.

#### Великая Отечественная война
В начале войны подполковник Гузенко в той же должности. В октябре 1941 года назначен командиром 52-й отдельной стрелковой бригады, находившейся на формировании в ПриВО. По завершении формирования бригада была переброшена под Москву в состав Московской зоны обороны. В начале января 1942 года она вошла в подчинение вновь сформированному 1-му гвардейскому стрелковому корпусу, затем в его составе передана Северо-Западному фронту и участвовала в Демянской наступательной операции. По её завершении она была выведена в тыл в город Иваново на переформирование.
В мае — июне 1942 года на базе бригады была развернута 207-я стрелковая дивизия, а полковник Гузенко назначен её командиром. До 23 августа 1942 года дивизия пополнялась личным составом и материальной частью, занималась боевой подготовкой, находясь в подчинении 9-й и 10-й резервных армий. Затем она была передислоцирована на Сталинградский фронт, где 31 августа вошла в состав 24-й армии, сосредоточившись в районе населенного пункта Грачи. С 5 сентября её части вели тяжелые наступательные и оборонительные бои с противником, наступавшим к Волге севернее Сталинграда. 15 сентября 1942 года дивизия была передана 1-й гвардейской армии, передислоцирована в район ст. Котлубань, откуда вела наступательные бои в юго-восточном направлении на Гумрак. С 24 сентября она была выведена в резерв армии, затем с 7 октября занимала оборону в районе балок Воронья и Темная. 15 октября дивизия вновь была передана 24-й армии Донского фронта и заняла оборону на рубеже Фастов, Араканцев. Директивой командующего армией от 2 ноября 1942 года она была расформирована. После передачи оставшегося личного состава дивизии Гузенко с декабря состоял в распоряжении Военного совета 65-й армии.
В январе 1943 года полковник Гузенко был назначен командиром 277-й стрелковой дивизии, которая после завершения боев в Сталинграде с 27 января была выведена в резерв Ставки ВГК. В феврале — марте она была передислоцирована на Западный фронт в состав 50-й армии и участвовала в Ржевско-Вяземской наступательной операции. С 28 марта её части вели оборонительные бои западнее Юхнова, находясь в подчинении 49-й армии Западного фронта.
В мае 1943 года полковник Гузенко был освобожден от должности и направлен на учёбу в Высшую военную академию им. К. Е. Ворошилова. По её окончании в апреле 1944 года направлен в распоряжение Военного совета Забайкальского фронта, после чего назначен командиром 298-й стрелковой дивизии 86-го стрелкового корпуса 36-й армии.

#### Советско-японская война
В ходе войны части 298-й стрелковой дивизии под командованием Гузенко в составе 36-й армии Забайкальского фронта принимали участие в Маньчжурской наступательной операции, в ходе которой прорвали Чжалайнор-Маньчжурский укрепленный район, овладели городом Маньчжурия, в трудных условиях бездорожья совершили марш через хребет Большой Хинган и заняли город Цицикар. За успешное выполнение поставленных боевых задач комдив Гузенко был награждён орденом Кутузова II степени.

#### Послевоенное время
После войны полковник Гузенко продолжал командовать 298-й стрелковой дивизией в Заб.-АмурВО. После её расформирования с июня 1946 года состоял в распоряжении командующего воздушно-десантными войсками, затем в июле 1947 года был назначен заместителем командира 114-й гвардейской воздушно-десантной дивизии. С марта 1950 года исполнял должность заместителя командира, а с марта 1951 года — командира 105-й гвардейской воздушно-десантной дивизии. В апреле 1956 года гвардии генерал-майор Гузенко уволен в запас.

## Награды
- орден Ленина (06.11.1945)[3][4]
- три ордена Красного Знамени (11.06.1943[5], 03.11.1944[6][4], 15.11.1950[4])
- орден Кутузова II степени (31.08.1945)[7]

медали в том числе:
- - «За оборону Москвы» (08.01.1945)[8]
  - «За оборону Сталинграда» (1943)[7]
  - «За победу над Германией в Великой Отечественной войне 1941—1945 гг.» (1945)
  - «За победу над Японией» (1945)

Приказы (благодарности) Верховного Главнокомандующего в которых отмечен С. C. Гузенко.
- За форсирование реки Уссури, прорыв Хутоуского, Мишаньского, Пограничненского и Дуннинского укрепленных районов японцев, преодоление труднодоступной горно-таежной местности, продвижение вперед на 500 километров и овладение городами Мишань, Гирин, Яньцзи, Харбин. 23 августа 1945 года. № 372.